# Camarona xanthogastra
Camarona xanthogastra là một loài ruồi trong họ Tachinidae.